# North Narrabeen, New South Wales
North Narabeen este o suburbie în Sydney, Australia.